# NGC 7168
NGC 7168 este o galaxie situată în constelația Indianul. A fost descoperită în 8 iulie 1834 de către John Herschel. Se află la o distanță de 35,48 de megaparseci de Pământ.